# دايفيد فلمنج
دايفيد فلمنج (بالإنجليزية: David Fleming)‏ هو كاتب بريطاني، ولد في 2 يناير 1940 في Chiddingfold ‏ في المملكة المتحدة، وتوفي في 29 نوفمبر 2010 في أمستردام في هولندا.